# Todirostre à tête grise
Todirostrum poliocephalum
Espèce
Statut de conservation UICN

 LC  : Préoccupation mineure
Le Todirostre à tête grise (Todirostrum poliocephalum) est une espèce de passereaux de la famille des Tyrannidés,,.

## Répartition
Cet oiseau est endémique du Brésil. Il vit dans les plaines du sud-est du pays, du sud du Minas Gerais à l'est de l'État de Santa Catarina.

## Systématique
Cette espèce est monotypique selon la classification de référence du Congrès ornithologique international (version 9.1, 2019).